# Distrito de Meno-Tauber
El Distrito de Meno-Tauber (en alemán: Main-Tauber-Kreis) es un distrito rural (Landkreis) situado en el extremo noreste del estado federado de Baden-Wurtemberg. Los distritos vecinos son (en el sentido de las agujas del reloj), en el noroeste los distritos bávaros de Miltenberg y Meno-Spessart, en el este los distritos bávaros de Neustadt an der Aisch-Bad Windsheim y Ansbach, en el sur el Distrito de Schwäbisch Hall y el Distrito de Hohenlohe y en el oeste al Distrito de Neckar-Odenwald. La capital del distrito recae en la ciudad de Tauberbischofsheim.

## Geografía

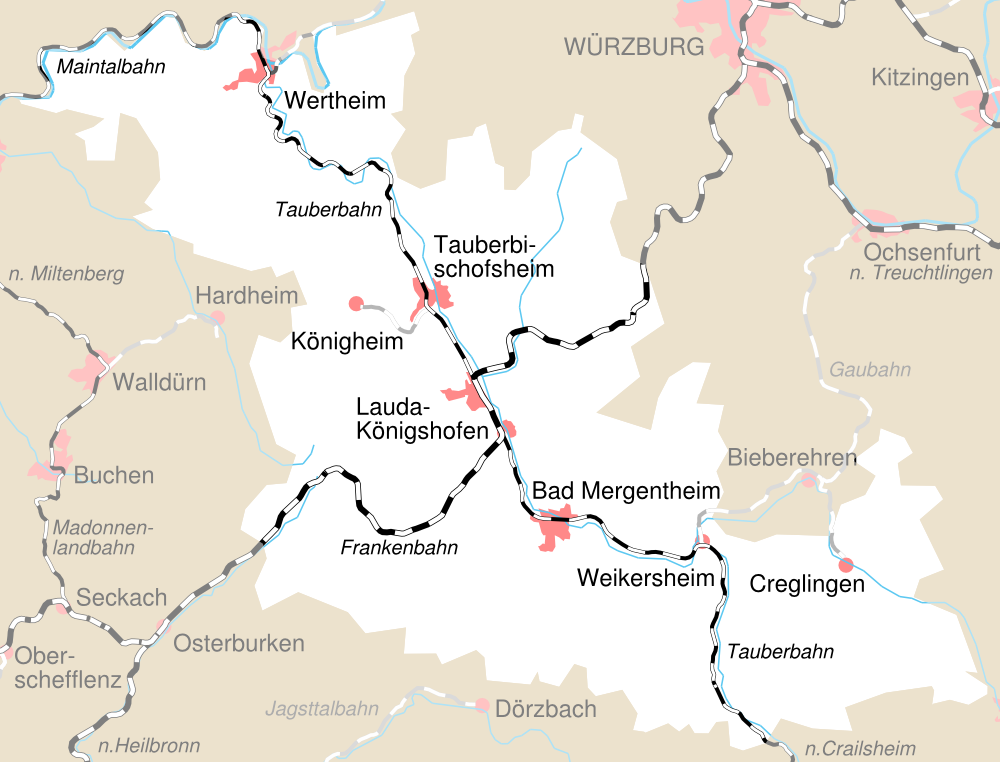
Mapa de ferrocarril del distrito.

El Distrito Meno-Tauber tiene parte en el Bauland y en su norte en los estribos del Spessart. El Tauber atraviesa el distrito desde el sudeste y desemboca en el río Meno cerca de Wertheim. Los dos ríos dan sus nombres al distrito.
Por su cercanía a las montañas Odenwald y Spessart cae poca lluvia. El distrito tiene un clima cálido. El punto más bajo se encuentra cerca de Freudenberg con 125 m sobre el nivel del mar, el más alto se ubica cerca de Bad Mergentheim con 482 m s. n. m.
Con una extensión de 100 km, del norte al sur, es uno de los 35 distritos de Baden-Wurtemberg más grandes, pero al mismo tiempo es el que cuenta con menos habitantes.

## Demografía
El número de habitantes ha sido tomado del censo de población (¹) o datos de la oficina de estadística de Baden-Wurtemberg.
| Año                     | N.º Habitantes |
| ----------------------- | -------------- |
| 31 de diciembre de 1973 | 127.332        |
| 31 de diciembre de 1975 | 125.175        |
| 31 de diciembre de 1980 | 121.410        |
| 31 de diciembre de 1985 | 120.687        |
| 27 de mayo de 1987 ¹    | 121.891        |

| Año                     | N.º Habitantes |
| ----------------------- | -------------- |
| 31 de diciembre de 1990 | 128.272        |
| 31 de diciembre de 1995 | 136.919        |
| 31 de diciembre de 2000 | 137.057        |
| 31 de diciembre de 2005 | 137.259        |
| 30 de junio de 2006     | 136.844        |

## Ciudades y municipios
(Habitantes a 30 de junio de 2005)
| Ciudades 1. Bad Mergentheim (22.457) 2. Boxberg (7.245) 3. Creglingen (4.894) 4. Freudenberg (3.985) 5. Grünsfeld (3.808) 6. Külsheim (5.675) 7. Lauda-Königshofen (15.106) 8. Niederstetten (5.462) 9. Tauberbischofsheim (13.312) 10. Weikersheim (7.584) 11. Wertheim (24.365) Distritos administrativos Los "Distritos administrativos" son dos (o más) municipios que unen sus administraciones (en España, algo así como "Mancomunidades") 1. Bad Mergentheim 2. Boxberg 3. Grünsfeld 4. Tauberbischofsheim | Municipios 1. Ahorn (2.312) 2. Assamstadt (2.090) 3. Großrinderfeld (4.083) 4. Igersheim (5.633) 5. Königheim (3.282) 6. Werbach (3.570) 7. Wittighausen (1.716) |

## Escudo de armas
Descripción:
En rojo tres picos de plata, sobre ellos una rueda de plata con seis radios, debajo una cruz negra con finales anchos.
Historia:
La rueda se ha tomado del escudo de Maguncia, el antiguo Fürstbistum (obispado-principado), la rejilla de Franconia y la cruz de la Orden Teutónica. Estas soberanías se dividían el territorio del distrito actual hasta el siglo XIX, cuando pasaron a manos de Baden y Wurtemberg.